# Johann Peter Wieghardt
Johann Peter Wieghardt (* 27. Februar 1966 in Lüdenscheid in Nordrhein-Westfalen) ist ein deutscher Maler und Bildhauer.

## Leben
Von 1984 bis 1987 absolvierte Wieghardt eine Lehre als Holzbildhauer in Michelstadt im Odenwald. Von 1989 bis 1995 studierte er dann freie Kunst an der Hochschule für Bildende Künste Braunschweig bei Johannes Brus und Thomas Virnich. Nach dem Diplom wurde er Meisterschüler bei Thomas Virnich und war von 1993 bis 1996 Tutor und Lehrbeauftragter für Bildhauerei an der HBK Braunschweig.
Wieghardt arbeitet und lebt seit 1996 in British Columbia, Kanada. 2001 gründete er gemeinsam mit Ross MacMillan die Art+Soul Gallery in Vancouver. 2001/02 arbeitete er in einem Atelier in Ronda, Spanien, 2002 in Vancouver, 2006 in Saltery Bay und 2007 in einem Atelier in Berlin.
Johann Peter Wieghardt ist ein Großneffe des Malers Paul Wieghardt.

## Ausstellungen
- 1996 Segelohr und Rattenschwanz, Sprengel Museum Hannover (Katalog)
- 1997 Wieghardt - Wieghardt, Städtisches Museum Lüdenscheid
- 2000 Der noble Wilde (Who is my mum?), Kunstverein Erkelenz
- 2002 De Ronda, de Ronda..., Forum Vivente Espinel Ronda, Spanien
- 2002 Kein Strich zu viel, Museum der Stadt Lüdenscheid (Katalog)
- 2004/2005 Hausaltäre, Museum für verwandte Kunst, Köln
- 2008 5. Berliner Kunstsalon, Förderplatte, Berlin
- 2009 ArT Talk: The Interchange of Painting & Poetry, Vancouver Island University, Powell River, British Columbia
- 2010 RUHR.2010 – Kulturhauptstadt Europas, The naked Truth, KUNSTRAUM, Dortmund, Deutschland

| Personendaten    | Personendaten                 |
| ---------------- | ----------------------------- |
| NAME             | Wieghardt, Johann Peter       |
| KURZBESCHREIBUNG | deutscher Maler und Bildhauer |
| GEBURTSDATUM     | 27. Februar 1966              |
| GEBURTSORT       | Lüdenscheid                   |